# Cause perdue des États confédérés d'Amérique
Pour les articles homonymes, voir Cause perdue (homonymie).

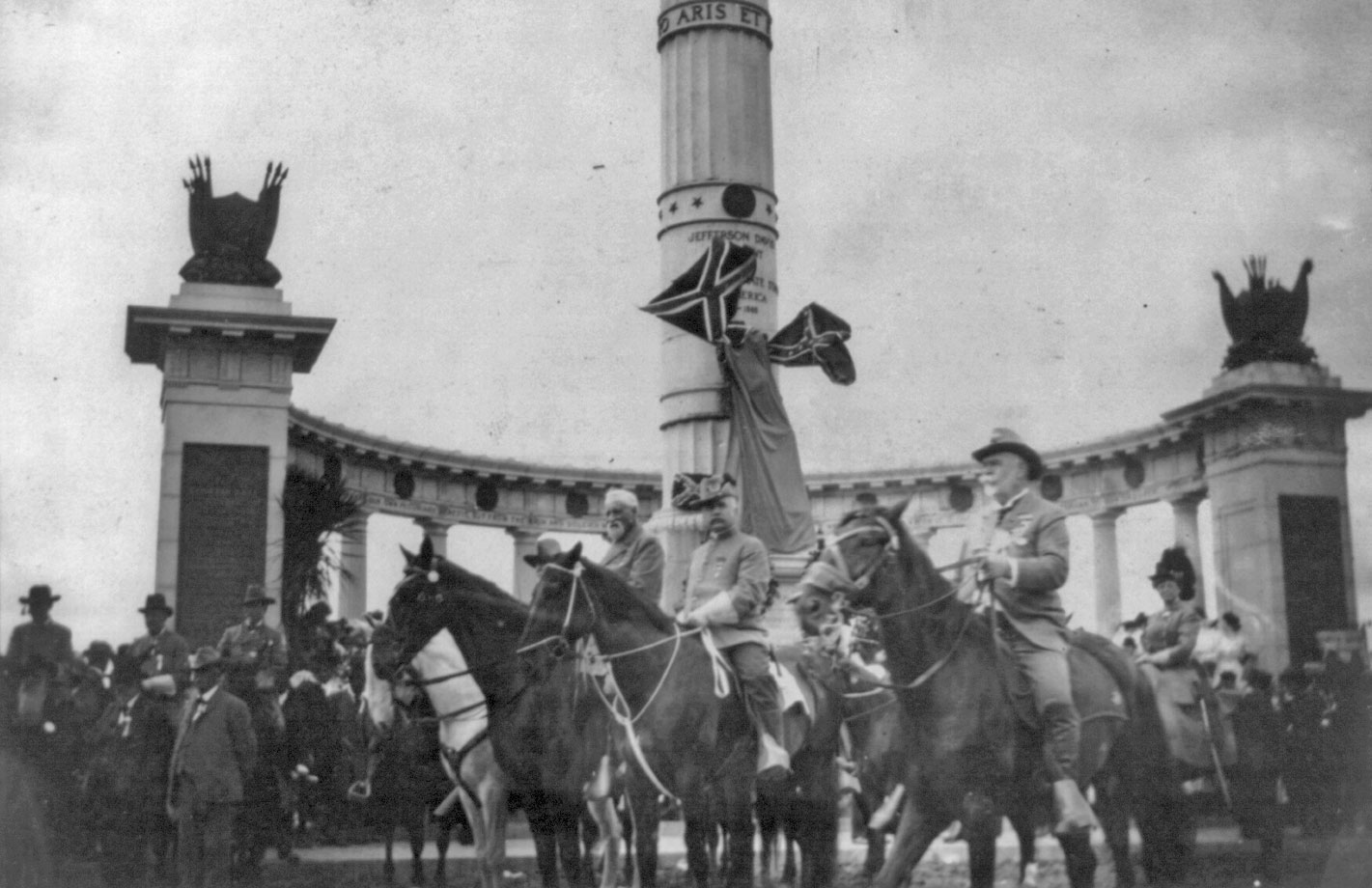
George Washington Custis Lee (1832–1913) sur son cheval, en compagnie de son État-Major, en train de présenter la parade des Confédérés à Richmond (Virginie), le 3 juin 1907, devant la statue de Jefferson Davis.

La « Cause perdue » (Lost Cause of the Confederacy) est une théorie américaine relevant d'une idéologie  à travers une démarche historique voire pseudo-historique cherchant à présenter la société blanche traditionnelle du Sud des États-Unis comme chevaleresque et mue par son sens de l'honneur, en occultant généralement l'importance qu'y avait l'esclavagedans le fondement même de cette société. Parmi les manières de se remémorer la guerre de Sécession, la Cause perdue constitue un point de vue minoritaire, mais important dans le sud des États Unis. Il tente de minimiser voire de nier le rôle central de l'esclavage dans le déclenchement et l'issue de la guerre de Sécession.   
Ceux qui ont contribué à ce mouvement considèrent que la cause de la Confédération était noble et que la plupart de ses chefs étaient des modèles de chevalerie. Le Sud esclavagiste aurait ainsi succombé à la force numérique et industrielle de l'Union, surpassant le courage  et la supériorité militaire de la Confédération. Les partisans du mouvement de la Cause perdue condamnent également la Reconstruction qui a suivi la guerre de Sécession. Ils estiment qu'il s'agissait d'une tentative délibérée, de la part des politiciens nordistes et des spéculateurs, de détruire la culture traditionnelle du Sud. Au cours des dernières décennies, les thèmes liés à la Cause perdue ont été largement promus par le mouvement des néo-Confédérés, à travers des livres et des éditoriaux, ainsi que dans le magazine Southern Partisan.

## Histoire
Beaucoup de Sudistes blancs ont été ruinés, économiquement, émotionnellement et psychologiquement par la défaite de la Confédération en 1865. Avant la guerre, ils étaient fiers de penser que leur riche tradition militaire leur permettrait de dominer le conflit. Après la fin du conflit, ils ont trouvé un réconfort dans le fait d'attribuer leur défaite à des facteurs indépendants de leur volonté, tels que la trahison. Beaucoup de Sudistes ont ressenti que leur mode de vie avait été bouleversé par le Nord, avant et après la guerre civile.
L'expression « Cause perdue » apparait pour la première fois dans le titre d'un livre de 1866, écrit par l'historien Edward A. Pollard, The Lost Cause: A New Southern History of the War of the Confederates (traduisible par La cause perdue: une nouvelle histoire sudiste de la guerre des Confédérés). Cependant, ce sont les articles écrits par le lieutenant-général Jubal Anderson Early dans les années 1870 pour la Southern Historical Society, qui ont clairement établi la Cause perdue en tant que phénomène culturel et littéraire de longue durée. La publication de The Rise and Fall of the Confederate Government, écrit par Jefferson Davis en 1881 : un livre en deux parties en défense de la cause sudiste, du point de vue de Davis, constitue un autre texte important dans l'histoire de la Cause perdue. Bien que les ventes initiales aient été très décevantes pour l’auteur, il continue à être réimprimé et il est souvent utilisé pour justifier la position des Sudistes et l’éloigner de la question de l’esclavage[citation nécessaire].
La première source d’inspiration de la Cause perdue pourrait provenir du général Robert Lee. Lorsque celui-ci publie son discours d’adieu à l’Armée de Virginie du Nord, il console ses soldats en leur parlant de « l’importance du nombre et des ressources » contre lesquels l’armée des États Confédérés s’est battue. Dans une lettre adressée à Early, Lee demande des informations sur les effectifs ennemis, de mai 1864 à avril 1865, la période durant laquelle son armée a été engagée contre celle du lieutenant-général Ulysses S. Grant, lors de l’Overland Campaign et du siège de Petersburg). Lee écrit : « Mon seul but est de transmettre, dans la mesure du possible, la vérité à la postérité, et de rendre justice à nos braves soldats. » Dans une autre lettre, Lee demande toutes les « statistiques telles que les effectifs, la destruction de la propriété privée par les troupes de l’Union, etc. ». Il envisage alors de montrer la différence de force entre les deux armées et estime que « ce serait difficile de faire comprendre au monde les dangers contre lesquels nous nous battons. » En ce qui concerne les journaux, qui l’accusent d’être coupable de cette défaite, il écrit : « je n’ai pas assez réfléchi pour faire attention, ou même pour corriger ce qui a été mal interprété dans mes paroles ou dans mes actes. Nous devrons être patients et souffrir, pendant un certain temps au moins… L’esprit du public n’est pas encore prêt à entendre la vérité. ». L’intervention d’Early et celle des écrivains de la Cause perdue ont contribué à faire émerger ces arguments au XIXe siècle, et ils ont continué à être débattus tout au long du XXe siècle.
Des associations commémoratives telles que l'Union des vétérans de la Confédération, les Filles de la Confédération, et le réseau des associations mémorielles féminines intègrent les thèmes de la Cause perdue pour aider les Sudistes à faire face aux nombreux changements de cette époque, et plus particulièrement la Reconstruction,. Ces institutions perdurent et les descendants des soldats sudistes continuent à participer à ces réunions. Cependant, ces groupes servent maintenant à honorer la mémoire et les sacrifices des soldats confédérés, plutôt qu'à ressusciter les anciennes mœurs sudistes.

## Le nouveau Sud
Les historiens estiment que le thème de la « Cause perdue » a aidé les Sudistes blancs à s’adapter à leur nouveau statut et à avancer vers ce que l’on appelle « le nouveau Sud ». Hillyer affirme que la Société littéraire en mémoire des Confédérés (CMLS), fondée par les femmes blanches de l’élite de Richmond, en Virginie, dans les années 1890, illustre cette solution. La CMLS a ainsi créé un musée de la Confédération, afin de présenter et de défendre la cause des Confédérés, et de remémorer l’avant-guerre de Sécession, par opposition à la nouvelle culture d’entreprise qui la remplace. En mettant l’accent sur le sacrifice militaire, au lieu des doléances à l’égard du Nord, le musée de la Confédération participe au processus de réconciliation interne, d’après Hillyer. En représentant l’esclavage comme une institution empreinte de bienveillance, le musée justifie les Lois Jim Crow, qui constituent, selon ses promoteurs, une solution adaptée aux tensions raciales exacerbées par la Reconstruction. Enfin, en glorifiant le soldat ordinaire, et en décrivant le Sud comme « solide », le musée promeut l’acceptation du capitalisme industriel. Ainsi, tout en les critiquant, le musée de la Confédération facilite l'acceptation des transformations économiques du nouveau Sud, et permet à Richmond de concilier souvenirs du passé et espoirs pour l’avenir, dans la mesure où la ville développe de nouveaux rôles industriels et financiers.

## Un renouveau religieux
Wilson affirme que beaucoup de Sudistes blancs pensaient que la défaite était une punition de Dieu pour leurs péchés, et qu'ils ont cherché réconfort dans la religion. L’après-guerre a vu naître une « religion civile » très organisée, chargée de mythologie et de rituels. Les Sudistes blancs ont tenté de défendre, sur un plan culturel et religieux, ce que la défaite de 1865 avait rendu impossible sur le plan politique. La Cause perdue (la défaite endurée à l'issue d'une guerre sainte) a laissé les Sudistes face à la culpabilité, au doute, et au triomphe du mal : ainsi, ils ont développé ce que Comer Vann Woodward a nommé « un sens singulier de la tragédie de l’histoire par les Sudistes. ».
Poole affirme qu'en 1876, alors qu'ils combattaient le gouvernement républicain lors de la Reconstruction en Caroline du Sud, les démocrates blancs ont mis en scène la Cause perdue à travers des célébrations baptisées Hampton days, en criant Hampton or hell! (« Hampton ou l’enfer ! »). Ils présentaient alors la lutte entre Wade Hampton et le gouverneur en place, Daniel H. Chamberlain, comme une bataille religieuse entre le bien et le mal, et appelaient à la « rédemption ». De fait, à travers le Sud, les conservateurs qui luttaient contre la Reconstruction étaient souvent appelés les Redeemers (Rédempteurs), faisant ainsi écho à la théologie chrétienne.

## Doctrines
« [William Henry Fitzhugh Lee] conteste la formulation, trop souvent employée (tant au Sud qu'au Nord), qui soutient que les Confédérés combattaient pour ce qu'ils pensaient être juste. Ils combattaient pour ce qu'ils savaient être juste. Tout comme les Grecs, ils luttaient pour leur terre, pour honorer les tombes de leurs ancêtres, et pour leur pays natal. »

— The New York Times, Annual meeting of the Virginia Division, 29 octobre 1875.

« [Les] instincts serviles [des esclaves] les rendaient heureux de leur état, et la patience acquise durant leur dur labeur a offert à la terre où ils vivaient des richesses infinies. La force et la fidélité de leur attachement personnel les rend dignes de confiance […] jamais il n'y eut de lien plus heureux entre travail et capital. Le tentateur arriva, tel le serpent du jardin d'Eden, et les induisit en erreur avec le mot magique de « liberté » […] Il leur mit des armes entre les mains, et incité leur nature humble, mais émotive, à commettre des actes de violence et à verser le sang, et elle les a envoyés détruire leurs bienfaiteurs. »

— Jefferson Davis, président de la Confédération, The Rise and Fall of the Confederate Government (1881).
Les doctrines principales du mouvement de la Cause perdue sont les suivantes :
- Des généraux de la Confédération tels que Robert E. Lee, Albert Sidney Johnston et Thomas Jonathan Jackson étaient des modèles de vertu parmi la noblesse du Sud ; ils ont combattu courageusement et loyalement. D’un autre côté, beaucoup de généraux nordistes sont décrits comme ayant des standards moraux moins exigeants, soumettant les populations civiles du Sud à des indignités telles que la marche de Sherman vers la mer, ou la campagne de la terre brûlée menée dans la vallée de Shenandoah par Philip Sheridan. Ulysses S. Grant est souvent représenté comme un alcoolique.
- Les pertes sur le champ de bataille étaient inévitables, à cause de la supériorité du Nord en termes de ressources et d’effectifs.
- Les pertes sur le champ de bataille sont aussi le résultat de la trahison ou de l'incompétence de la part de certains subordonnés du général Lee, comme le général James Longstreet, à qui l’on a reproché d’avoir douté de Lee à Gettysburg, ou comme George Pickett, responsable d'une charge catastrophique qui a brisé l’arrière des lignes Sudistes (la Cause perdue est centrée principalement sur Lee et le théâtre oriental des opérations, et cite souvent Gettysburg en tant que tournant décisif de la guerre de Sécession).
- Ce serait la défense des droits des États, plutôt que la préservation de l’esclavage, qui aurait conduit onze États à se séparer de l’Union, précipitant ainsi la guerre.
- La séparation était une réponse constitutionnelle légitime aux agressions culturelles et économiques à l'encontre du mode de vie sudiste.
- L'esclavage était une institution empreinte de douceur, et les esclaves étaient loyaux et fidèles à des maîtres bienveillants[14].

Les images et symboles les plus puissants de la Cause perdue sont Robert E. Lee, Albert Sidney Johnston et la charge de Pickett. David Ulbrich a écrit : « Déjà vénéré pendant la guerre, Robert E. Lee a acquis une aura mystique dans la culture Sudiste après celle-ci. Son image était celle d'un chef que les soldats auraient accompagné dans toute bataille, peu importe l'issue. Lee émergea du conflit tel une icône de la Cause perdue et comme la figure idéale du gentilhomme du Sud d'avant-guerre, un homme honorable et pieux, qui servait la Virginie et la Confédération de manière désintéressée. La tactique brillante de Lee durant la seconde bataille de Bull Run et celle de Chancellorsville devint légendaire. Bien qu'il ait accepté d'endosser toute la responsabilité de la défaite de Gettysburg, Lee est resté infaillible pour la plupart des Sudistes et il a été épargné par les critiques et, jusqu'à récemment, même par les historiens. » Victor Davis Hansen souligne le fait qu’Albert Sidney Johnston était le premier officier à être nommé général par Jefferson Davis et à conduire les armées de la Confédération sur le théâtre occidental de la guerre. Sa mort, au premier jour de la bataille de Shiloh, conduisit sans aucun doute à la défaite de la Confédération dans ce conflit.
En ce qui concerne les seconds de Lee, le grand traitre était, selon Jubal Early, le lieutenant-général James Longstreet. C'est sur les épaules de ce dernier qu'Early place la responsabilité de la défaite de la Confédération à Gettysburg, l'accusant de ne pas avoir attaqué à l'aube de la matinée du 2 juin 1863, comme le lui avait ordonné Lee. Cependant, Lee n'a jamais exprimé le moindre mécontentement vis-à-vis de l'attitude du Old war horse au deuxième jour de la bataille. Longstreet a été largement dénigré par les vétérans sudistes en raison de sa coopération d'après-guerre avec le Président Ulysses S. Grant (avec lequel il avait entretenu une amitié très proche avant la guerre) et pour avoir rejoint le Parti républicain. En réfutant, dans une interview de 1878, les arguments de la Cause perdue, Grant rejetait l'idée que le Sud avait été simplement submergé par le nombre. Il disait : « C'est ainsi que l'opinion publique s'est formée pendant la guerre, et c'est ainsi que s'écrit l'histoire aujourd'hui. Nous n'avons jamais submergé le Sud... Ce que nous avons pris au Sud, nous l'avons gagné en combattant durement. » Grant insistait aussi sur le fait que, lorsque l'on compare les ressources, les « 4 000 000 negroes qui gardaient les fermes, protégeaient les familles, soutenaient l'effort de guerre et constituaient une véritable force de réserve », n'étaient jamais pris en compte comme un atout pour les Sudistes.

## Diffusion
Gallagher prétend que la biographie de Lee en quatre volumes écrite par Douglas Southall Freeman et publiée en 1934, « scelle, dans la littérature américaine, une interprétation de Lee tout à fait proche de la figure héroïque décrite par Early. » Dans cet ouvrage, les seconds de Lee sont les premiers à blâmer pour les fautes qui ont conduit à la défaite. Bien que Longstreet soit le plus souvent la cible de telles attaques, d’autres sont également critiqués. Richard Stoddert Ewell, Jubal Anderson Early, James Ewell Brown Stuart, Ambrose Powell Hill, George Pickett, et bien d’autres sont souvent attaqués et tenus pour responsables par les Sudistes, dans le but de protéger Lee des critiques (Lee a assumé l’entière responsabilité de ses défaites, et n’a jamais rendu aucun de ses seconds responsables de ses actes.)
Hudson Strode, auteur et professeur à l’université d’Alabama, a écrit une biographie approfondie et très lue de Jefferson Davis, le président des États Confédérés. Une publication universitaire de premier plan a souligné, dans son analyse de l'ouvrage, les partis pris politiques de Strode :
« (Les) ennemis (de Jefferson Davis) sont des démons, et ses amis, ainsi que lui-même, sont des saints. Strode n’essaie pas seulement de glorifier Davis, mais aussi le point de vue de la Confédération, et cette étude ne devrait être appréciée que par ceux qui défendent fortement la Cause perdue ».

### Naissance d’une nation
Une des principales illustrations des thèses de la Cause perdue se trouve dans le roman de Thomas F. Dixon Jr., The Clansman: An Historical Romance of the Ku Klux Klan, de 1905, adapté au cinéma en 1915 par D. W. Griffith dans son film à grand succès Naissance d'une nation. Blight, qui fait remarquer que Dixon et Griffith ont collaboré sur Naissance d’une nation déclare : « L'idée perverse de Dixon selon laquelle les Noirs ont causé la guerre de Sécession par leur simple présence, et que le radicalisme nordiste de la Reconstruction n’a pas compris que la liberté avait transformé les Noirs, en tant que race, en barbares, encadre soigneusement l’histoire de la montée d'une auto-défense héroïque dans le Sud. Bien malgré eux, les membres du Ku Klux Klan — des hommes blancs — doivent faire régner l'ordre afin de protéger les femmes blanches du Sud contre les violences sexuelles commises par les Noirs. Le point de vue de Dixon reflète l’attitude de milliers de gens et forge une mémoire collective racontant comment, après avoir perdu la guerre, le Sud et la nation réconciliés gagnent la Reconstruction. Chevauchant avec ses cavaliers masqués, le Klan met fin à la corruption, s'oppose à l’anarchie de la « loi nègre », et par-dessus tout, sauve la suprématie blanche. ».
Que ce soit dans le livre ou dans le film, le Ku Klux Klan est décrit comme perpétuant les nobles traditions du Sud d'avant-guerre et l'héroïsme du soldat confédéré, en défendant la culture sudiste en général et, surtout, les Blanches du Sud, contre le viol et les dégradations commises par les esclaves affranchis, et par les Yankees carpetbaggers pendant la Reconstruction.

### Autant en emporte le vent
Les arguments de la Cause perdue ont touché des dizaines de millions d’Américains à travers le roman à succès Autant en emporte le vent, écrit par Margaret Mitchell, publié en 1936 et plus tard  adapté au cinéma et oscarisé en 1939. Helen Taylor affirme que : « Autant en emporte le vent a presque certainement réussi son travail idéologique. L’œuvre a scellé, dans l’imaginaire collectif, la nostalgie des prestigieuses plantations du Sud et de la société hiérarchisée dans laquelle les esclaves « font partie de la famille », un lien mystique unissant le propriétaire et les terres fécondes sur lesquelles ses esclaves travaillent. Le livre présente avec éloquence —  mais du point de vue de l’élite — les grands thèmes (guerre, amour, mort, conflits entre les races, classes, genres, et générations) qui traversent les continents et les cultures ».
David W. Blight a écrit : « De ce mélange des voix en faveur de la Cause perdue, ressurgit une Amérique réunie, pure, innocente, et assurée du fait que les conflits déchirants du passé lui ont été imposés par des forces issues d’un autre monde. Les perdants, en particulier, sont assurés que leur cause était juste et bonne. En matière de réconciliation, une des idées que la Cause perdue a profondément inculquée à la culture nationale est le fait que même lorsque les Américains perdent, ils gagnent. Tel est le message, l’esprit indomptable, dont Margaret Mitchell a doté le personnage de Scarlett O'Hara dans Autant en emporte le vent… ».
Les Sudistes sont mis en scène comme des personnages pleins de noblesse et d'héroïsme, vivant dans une société romantique et condamnée, qui rejettent le réalisme incarné par le personnage de Rhett Butler et ne comprennent pas le risque qu’ils courent à entrer en guerre.

### William Faulkner
William Faulkner, dans ses romans sur la famille Sartoris, rend hommage aux hommes qui ont défendu l'idéal de la Cause perdue, tout en suggérant que cet idéal était dévoyé et dépassé.

## AuXXesiècle

Version rectangulaire du drapeau de l'armée du Tennessee, souvent considéré à tort comme étant le drapeau officiel de la confédération, et très souvent utilisé en tant que tel par les partisans de la cause perdue.

Drapeau du Mississippi (1894-2020).

Drapeau de la Géorgie (1956–2001).

Les principes fondamentaux de la Cause perdue perdurent chez de nombreux habitants du Sud contemporain. Les arguments de la Cause perdue sont souvent utilisés pendant des débats autour de l’exposition publique du drapeau des États confédérés d’Amérique et des drapeaux de divers États. L’historien John Coski a fait remarquer que les Fils des Vétérans de la Confédération, les « défenseurs du drapeau les plus visibles, actifs et efficaces », « ont importé au XXIe siècle, pratiquement inchangées, les interprétations historiques et la vision idéologique de la Cause perdue formulées au tournant du XXe siècle. À propos du drapeau de l'Armée du Tennessee, le plus fréquemment associé à la Confédération, Coski a écrit : 

« Depuis le […] début des années 1950, les Fils des Vétérans de la Confédération ont défendu l’intégrité du drapeau [de l'Armée du Tennessee] contre la dévalorisation et contre ceux qui pensaient que son utilisation était antipatriotique et raciste. Les porte-parole du groupe reprennent comme argument, le fait que le Sud a livré une guerre d'indépendance légitime et non pas une guerre pour défendre l’esclavage. La vision de l’histoire par les « Yankees » aurait conduit, à tort, à une diabolisation des Sudistes et à une interprétation pervertie de leur drapeau. »

Les États confédérés d’Amérique ont utilisé plusieurs drapeaux tout au long de leur existence, c'est-à-dire de 1861 à 1865. Depuis la fin de la guerre de Sécession, l’utilisation personnelle et officielle des drapeaux confédérés, et des drapeaux dérivés de ces derniers, a persisté en suscitant une vive polémique. Le drapeau de l'État du Mississippi avant 2020 et le drapeau de la Géorgie avant 2001 incluent tous deux le drapeau de guerre confédéré.
Les défenseurs du drapeau confédéré au XXIe siècle concèdent que celui-ci est très largement associé à l’esclavage et au racisme, mais ils déclarent que le seul fait de hisser le drapeau des États-Unis ne signifie pas nécessairement l’approbation des erreurs du passé. L’exposition au public d’une bannière qu’ils considèrent encore comme étant un emblème régional et culturel, ne devrait pas, selon eux, être considérée comme une prise de position faveur des préjugés anciens et des vieilles institutions, mais plutôt comme un symbole retrouvé d'une culture et d'un patrimoine sudistes uniques appartenant au Nouveau Sud.
Les historiens contemporains sont en grande partie insensibles aux arguments tendant à dissocier sécession et esclavage. Même si les causes de la sécession sont variées, il est historiquement incorrect de prétendre que l'esclavage n'en faisait pas partie. La confusion pourrait provenir d'un mélange entre les causes de la sécession et celles de la guerre, qui sont des questions séparées, mais liées. Abraham Lincoln n’est pas entré en guerre pour libérer les esclaves, mais pour mettre fin à une rébellion. L’historien Kenneth M. Stampp affirme que chacune des parties a défendu le droit des États ou le pouvoir fédéral quand cela lui convenait. Stampp cite également l'ouvrage A Constitutional View of the Late War Between the States, du vice-président de la Confédération Alexander Stephens, comme exemple d’un responsable sudiste déclarant, au début de la guerre, que l’esclavage était le « pilier de la Confédération » pour ensuite écrire, après la défaite, que la guerre ne concernait pas l’esclavage, mais les droits des États. D’après Stampp, Stephens devint l’un des plus grands défenseurs de la théorie de la « Cause perdue ».
De même, l’historien William C. Davis explique la préservation de l’esclavage au niveau national dans la Constitution de la Confédération, de la manière suivante :

« Ils avaient dit à l’ancienne Union que le pouvoir fédéral n’avait aucun droit d’intervenir concernant la question de l’esclavage dans un Etat. Ils auraient déclaré à leur nouvelle nation que l’Etat n’avait pas le pouvoir d’intervenir dans la préservation de l’esclavage, au niveau fédéral. De tous les témoignages sur le fait que l’esclavage était réellement au cœur de leur mouvement, et non les droits des états, celui-ci était le plus convaincant de tous. »

Par ailleurs, William C. Davis observe que, « les causes et les effets de la guerre ont été manipulés et idéalisés, afin d’être conformes aux programmes politiques et sociaux d’hier et d’aujourd’hui. ». L’historien Davis Blight écrit que « l’utilisation de la suprématie de la race blanche à la fois en tant que moyen et comme fin », a été l’une des caractéristiques principales de la Cause perdue.
L’historien Allan Nolan écrit :

« L’héritage historique de la Cause perdue est une caricature de la vérité. La caricature dénature et déforme entièrement les faits dont il est question. Il est certainement grand temps de recommencer à mieux comprendre cet élément décisif de notre passé, et de le faire à partir des prémices de l’histoire qui ne soient pas dénaturés par des déformations, des mensonges, et par le sentimentalisme romantique du mythe de la Cause perdue. »

Certains écrivains modernes du mouvement de la Cause perdue, tels James Ronald Kennedy et son frère jumeau Walter Donald Kennedy (fondateurs de la Ligue du Sud et auteurs de The South Was Right! ainsi que de Jefferson Davis Was Right!) minimisent l’importance de l'esclavage, mettant en avant le nationalisme sudiste. Les frères Kennedy décrivent « les méthodes terroristes » et les « crimes odieux » commis par l’Union pendant la guerre, puis, dans un chapitre intitulé « The Yankee Campaign of Cultural Genocide », déclarent qu’ils vont montrer « à partir des propres registres officiels du gouvernement des États-Unis, que le facteur principal d’incitation a été un désir de la part de ceux qui étaient au pouvoir de punir et d’exterminer la nation sudiste et, dans de nombreux cas, de faire en sorte d’exterminer le peuple sudiste. »
En défendant l’importance de leur livre pour les Sudistes contemporains, les frères Kennedy écrivent, en conclusion de leur travail :

« Le peuple sudiste possède tout le pouvoir nécessaire pour mettre fin à la mixité dans les transports, à la discrimination positive, aux dépenses sociales extravagantes, à la loi punitive sur le droit de vote réservée au Sud, au refus — de la part des libéraux du Nord —  de donner aux conservateurs du Sud un siège à la Cour Suprême, à l’exploitation économique du Sud, passé à un statut économique de seconde zone. Ce qu’il nous faut, ce n’est pas plus de pouvoir, mais la volonté d’utiliser le pouvoir que nous possédons déjà ! Ce choix est à présent le vôtre, vous pouvez ignorer ce défi et rester un simple citoyen de seconde classe, ou bien vous joindre à vos camarades Sudistes dans le but de lancer une révolution politique sudiste. »

L’historien David Goldfield décrit des livres tels que « The South Was Right » comme expliquant que :

« La guerre d’agression nordiste n’était pas un combat pour préserver une union de création, de formation et de signification historique, mais plutôt pour créer une nouvelle union à partir par la conquête et le pillage. ». Quant aux abolitionnistes, il s'agit d'une bande de socialistes, d’athées, et « d’agitateurs répréhensibles ». »

L’historien William C. Davis qualifie de « futiles » la plupart des mythes entourant la guerre, y compris les tentatives, de la part des « partisans de la Confédération », de renommer le conflit. Il estime que des noms comme la guerre d’agression nordiste, et l’expression inventée par Alexander Stephens, de guerre entre les États, constituent seulement des tentatives pour refuser d’admettre que la guerre de Sécession était en fait une véritable guerre civile.
L’historien A. Cash Koiniger affirme que Cary Gallagher a donné une interprétation erronée des films dépeignant la Cause perdue. Il écrit que Gallagher « reconnaît que les thèmes de la Cause perdue — à l'exception notable de la minimisation de l’esclavage  — sont basés sur des vérités historiques . Les soldats de la Confédération étaient souvent en sous-nombre, affamés et en haillons ; les populations civiles du Sud ont subi beaucoup plus de privations matérielles, et des pertes disproportionnées. L’armée de l'Union a fait des dégâts au niveau des infrastructures et des propriétés privées du Sud, etc. Lorsque ces faits apparaissent dans des films, cependant, Gallagher les considère comme des plaidoyers en faveur de la Confédération »,.

## Annexe